# Helen Stephensová
Helen Herring Stephensová (3. února 1918 Fulton, Missouri – 17. ledna 1994 St. Louis, Missouri) byla americká atletka, sprinterka, dvojnásobná olympijská vítězka.

## Sportovní kariéra
V osmnácti letech startovala na olympiádě v Berlíně. Zvítězila zde v běhu na 100 metrů a byla členkou vítězné štafety USA na 4 x 100 metrů. Její osobní rekordy na 100 metrů (11,5) a na 200 metrů (24,1) pocházejí také z olympijského roku 1936.